# I sei della grande rapina
I sei della grande rapina (The Split) è un film statunitense del 1968 diretto da Gordon Flemyng.
È un film d'azione con Jim Brown, Diahann Carroll e Ernest Borgnine incentrato su una banda che rapina l'incasso di una importante partita di football. È basato sul romanzo del 1966 Parker, il rischio è la mia droga (The Seventh) di Donald E. Westlake.

## Trama
McClain compie una rapina e nasconde la refurtiva a casa propria. Quando qualcuno gli uccide la moglie e ruba i suoi soldi, l'uomo si rivolge a un poliziotto privato.

## Produzione
Il film, diretto da Gordon Flemyng su una sceneggiatura di Robert Sabaroff con il soggetto di Donald E. Westlake (autore del romanzo), fu prodotto da Robert Chartoff e Irwin Winkler per la Metro-Goldwyn-Mayer.

## Distribuzione
Il film fu distribuito negli Stati Uniti dal 4 novembre 1968 al cinema dalla Metro-Goldwyn-Mayer.
Alcune delle uscite internazionali sono state:
- negli Stati Uniti il 4 novembre 1968
- in Finlandia il 21 febbraio 1969 (Saalis)
- in Germania Ovest il 21 marzo 1969 (Bullen - Wie lange wollt ihr leben?)
- in Svezia il 31 marzo 1969 (För helvete, Mac!)
- in Danimarca l'11 giugno 1969 (Gangsterreden)
- in Francia il 30 luglio 1969 (Le crime, c'est notre business)
- in Portogallo il 5 agosto 1969 (A Partilha)
- in Turchia nel gennaio del 1972 (Bes Çilgin Adam)
- in Spagna (El reparto)
- in Ungheria (Kétes döntés)
- in Serbia (Razdor)
- in Norvegia (Seks om kuppet)
- in Grecia (To eglima einai to epangelma mou)
- in Italia (I sei della grande rapina)

## Promozione
La tagline è: "No wonder they're happy. They just stole a half-million dollars in front of a hundred-thousand witnesses... But watch what happens when it's time for The Split!".

## Critica
Secondo il Morandini il film è "un caper movie che ha ritmo efficace e asciuttezza di tocco nella prima parte" ma perde consistenza dopo un omicidio a sfondo sessuale, caratterizzandosi con "un passo allucinato da film noir".